# كفر زرقان
كفر زرقان إحدى قرى مركز تلا التابع لمحافظة المنوفية بجمهورية مصر العربية. وهي تقع بجانب قرية ميت أبو الكوم بلد الرئيس محمد أنور السادات. وتتبع للوحدة المحلية بميت أبو الكوم. ويمر به ترعة الباجورية.

## السكان
بلغ عدد سكان كفر زرقان 1,628 نسمة، حسب الإحصاء الرسمي لعام 2006. وقدر عدد سكان القرية في عام 2018 من طرف الجهاز المركزي للتعبئة العامة والإحصاء بـ 2000 نسمة، مقسمين إلى 1031 ذكور، 969 إناث.

## المرافق
بالقرية مدرسة ابتدائية باسم «أنور السادات الابتدائية». ويوجد بالقرية مسجد العراقي. كما يوجد مخبز بلدي يسمي مخبز سما أحمد نبيل سالمان. ومركز شباب كفر زرقان.

## أعلام
فتحي سالمان: عضو مجلس الشعب في الفصل التشريعي الأول (1971 - 1976) عن دائرة تلا على مقعد الفئات.